# Боршевое
Боршевое — село в Милославском районе Рязанской области, входит в состав Павловского сельского поселения. 

## География
Расположено в 10 км на северо-запад от центра поселения посёлка Совхоз «Большевик» и в 31 км на северо-запад от райцентра Милославское.

## История
Первоначальное построение в селе Покровской церкви относится к началу XVIII века. Из досмотра 1708 года видно, что в том году «из села Вязовенки учинился приход в село Боршевое и в нем построена церковь во имя Покрова Богородицы и обложена данью особо». В 1734 году старосте дворцовых крестьян Ивану Иванову дана была благословенная грамота на перестроение в том селе ветхой церкви, вместо которой в 1774 году была поставлена новая деревянная церковь в прежнее храмонаименование. В 1834 году церковь была перестроена. В 1911 году на Покров состоялось открытие (освящение) новой каменной церкви. 15 июня 1938 года церковь сломали, из кирпича построили клуб, часть школы и конюшню около сельсовета. 
В XIX — начале XX века село входило в состав Чернавской волости Скопинского уезда Рязанской губернии. В 1906 году в селе был 521 двор.
С 1929 года село являлось центром Боршевского сельсовета Чернавского района Рязанского округа Московской области, с 1937 года — в составе Рязанской области, с 1959 года — в составе Милославского района, с 2005 года — в составе Павловского сельского поселения.

## Население
| 1859 | 1897  | 1906  | 2010 |
| ---- | ----- | ----- | ---- |
| 1856 | ↗3008 | ↗3783 | ↘255 |